# Вануату на летних Олимпийских играх 1996
Вануату принимала участие в Летних Олимпийских играх 1996 года в Атланте (США) в третий раз за свою историю, но не завоевала ни одной медали. Сборную страны представляли четыре спортсмена: трое мужчин и одна женщина, принимавшие участие в соревнованиях легкоатлетов, в беговых дисциплинах. Таваи Кейруан и Мэри-Эстель Капалу улучшили свои личные результаты по сравнению с предыдущей олимпиадой, но в итоге ни одному вануатскому спортсмену не удалось преодолеть первый раунд соревнований.
Самым молодым участником вануатской сборной был 23-летний Тавакало Кайлес, самым старшим — 29-летняя Мэри-Эстель Капалу. 

Флаг Вануату на церемонии открытия Игр нёс Таваи Кейруан.

## Результаты

### Лёгкая атлетика
Спортсменов — 4
Мужчины
| Спортсмен       | Вид   | Забег     | Забег | Четвертьфинал | Четвертьфинал | Полуфинал | Полуфинал | Финал     | Финал     |
| Спортсмен       | Вид   | Результат | Место | Результат     | Место         | Результат | Место     | Результат | Место     |
| --------------- | ----- | --------- | ----- | ------------- | ------------- | --------- | --------- | --------- | --------- |
| Лоуренс Джек    | 200м  | 21,94     | 7     | Не прошёл     | Не прошёл     | Не прошёл | Не прошёл | Не прошёл | Не прошёл |
| Тавакало Кайлес | 800м  | 1.55,07   | 7     | Не прошёл     | Не прошёл     | Не прошёл | Не прошёл | Не прошёл | Не прошёл |
| Таваи Кейруан   | 1500м | 4.02,78   | 11    | Не прошёл     | Не прошёл     | Не прошёл | Не прошёл | Не прошёл | Не прошёл |

Женщины
| Мэри-Эстель Капалу | 400м с барьерами | 58,68 | 7 | Не прошла | Не прошла | Не прошла | Не прошла | Не прошла | Не прошла |